# Juliet Mills
Juliet Maryon Mills (Londra, 21 novembre 1941) è un'attrice britannica naturalizzata statunitense, attiva al cinema, in teatro e in televisione. Ha iniziato a recitare a partire dagli anni quaranta.

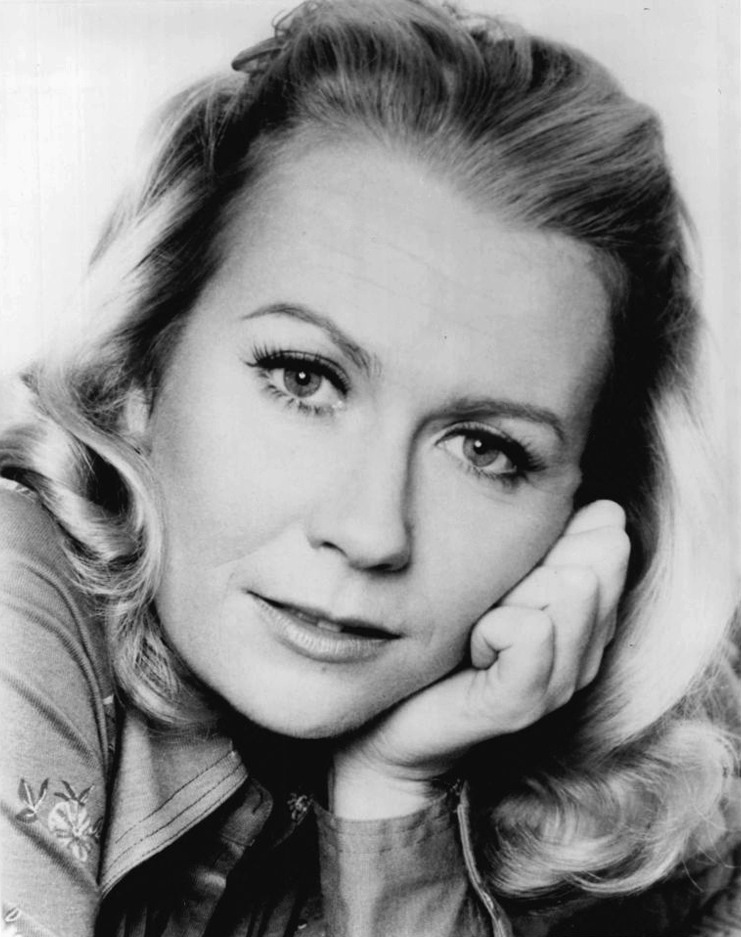
Juliet Mills nel 1974

In Italia è ricordata soprattutto per la sua interpretazione del ruolo di Pamela Piggott, al fianco di Jack Lemmon, nel film Che cosa è successo tra mio padre e tua madre? (Avanti!, nell'edizione originale e nella pièce teatrale da cui fu tratto), diretto nel 1972 da Billy Wilder e girato nell'isola d'Ischia.

## Biografia
Figlia dell'attore John Mills e dell'attrice e commediografa Mary Hayley Bell (e figlioccia di Vivien Leigh), nonché sorella maggiore dell'attrice Hayley Mills, inizia a recitare in giovanissima età come attrice bambina in quattro film durante i suoi primi otto anni di vita: Eroi del mare (1942) di Noël Coward e David Lean, girato quando era nata da appena undici settimane, So Well Remembered (1947) di Edward Dmytryk, Prigioniero della paura (1947) di Roy Ward Baker e The History of Mr. Polly (1949) di Anthony Pelissier, tutti interpretati dal padre John.
Nella stagione 1959-1960, poco più che diciottenne, è fra gli interpreti del lavoro televisivo Mrs. Miniver, mentre nel medesimo periodo ottiene una candidatura ai Tony Award per la sua interpretazione nel lavoro teatrale Five Finger Exercise. Sempre per il teatro è interprete, nella stagione 1964-1965, in Alfie!. Prosegue poi la carriera lavorando per il cinema, partecipando ai film  Rancho Bravo (1966) di Andrew V. McLaglen, con Maureen O'Hara, James Stewart e Brian Keith, La cassa sbagliata (1966) di Bryan Forbes, accanto al padre John  e Michael Caine, e, in Italia, all'horror Chi sei? (1974) di Ovidio G. Assonitis, insieme a Gabriele Lavia e Richard Johnson. Nel 1969 è nel cast di Oh, che bella guerra! di Richard Attenborough. Successivamente lavora ancora per la televisione, ove è nota soprattutto per avere interpretato  la sit-com La tata e il professore (1970-1971), ottenendo una candidatura al Golden Globe per la miglior attrice in una serie commedia o musicale per il ruolo di Phoebe Figalilly.
Nel 1973 è candidata al Golden Globe per la migliore attrice in un film commedia o musicale per il film Che cosa è successo tra mio padre e tua madre? (Avanti!) mentre vince un Emmy Award per l'interpretazione nella miniserie televisiva QB VII (1974). Continua a lavorare per il piccolo schermo e in teatro mentre, fra il 1999 e il 2008, interpreta un ruolo fisso nella soap opera Passions, trasmessa in orario di daytime e per la quale ottiene un'altra candidatura agli Emmy.

## Vita privata

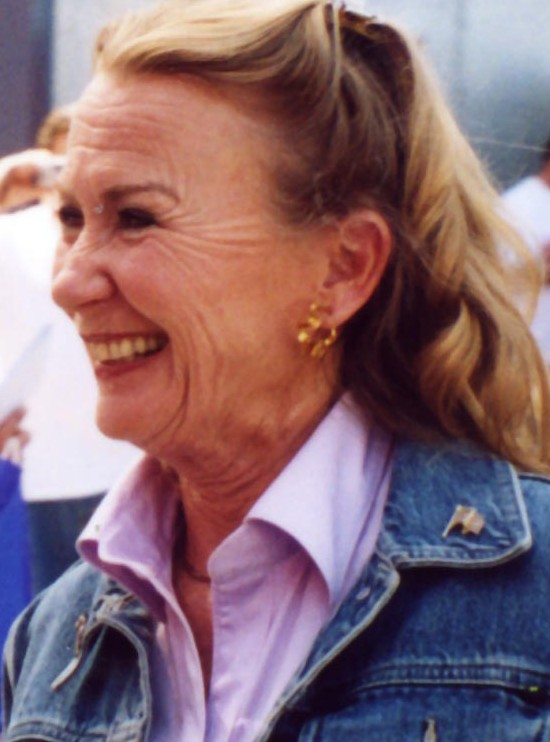
Mills nel 2004

Mills si è sposata tre volte. La prima volta sposò nel 1961 Russell Alquist Jr., al quale diede un figlio, Sean. Il matrimonio durò fino al 1964. Il suo secondo matrimonio, con Michael Miklenda, durò dal 1975 al 1980 e dalla coppia nacque una figlia, Melissa. Mentre era sposata con Miklenda, Mills comparve in Tattletales, e sostenne di non essere d'accordo con la liberazione della donna poiché il teatro non discrimina. Nel 1980, Mills sposò Maxwell Caulfield, 18 anni più giovane di lei. A proposito della differenza di età Mills disse: "Tutti sono sempre interessati al fatto che io abbia sposato qualcuno molto più giovane di me ... Non esistono regole e questo è ciò che io credo, poiché l'età non ha effettivamente alcuna importanza. Se voi incontrate qualcuno che vi è molto vicino, qualcuno che amate, state con quello."
Mills divenne cittadina naturalizzata degli Stati Uniti il 10 ottobre 1975.

## Filmografia

### Cinema
- Eroi del mare (In Which We Serve), regia di Noël Coward, David Lean (1942)
- So Well Remembered, regia di Edward Dmytryk (1947)
- Prigioniero della paura (The October Man), regia di Roy Ward Baker (1947)
- The History of Mr. Polly, regia di Anthony Pelissier (1949)
- No My Darling Daughter, regia di Ralph Thomas (1961)
- Twice Round the Daffodils, regia di Gerald Thomas (1962)
- Nurse on Wheels, regia di Gerald Thomas (1963)
- Gli allegri ammutinati del Bounty (Carry on Jack), regia di Gerald Thomas (1963)
- Rancho Bravo (The Rare Breed), regia di Andrew V. McLaglen (1966)
- La cassa sbagliata (The Wrong Box), regia di Bryan Forbes (1966)
- Oh, che bella guerra! (Oh! What a Lovely War), regia di Richard Attenborough (1969)
- Che cosa è successo tra mio padre e tua madre? (Avanti!), regia di Billy Wilder (1972)
- Chi sei?, regia di Ovidio G. Assonitis, Robert Barrett (1974)
- El segundo poder, regia di José María Forqué (1976)
- Waxwork 2 - Bentornati al museo delle cere (Waxwork II: Lost in Time), regia di Anthony Hickox (1992)
- Un amore speciale (The Other Sister), regia di Garry Marshall (1999)
- Il fidanzato di mia sorella (How to Make Love Like an Englishman), regia di Tom Vaughan (2014)

### Televisione
- Mrs. Miniver – film TV (1960)
- ITV Television Playhouse – serie TV, un episodio (1962)
- Man of the World – serie TV, un episodio (1962)
- It Happened Like This – serie TV, un episodio (1963)
- Organizzazione U.N.C.L.E. (The Man from U.N.C.L.E.) – serie TV, un episodio (1965)
- Polvere di stelle (Bob Hope Presents the Chrysler Theatre) – serie TV, 2 episodi (1966-1967)
- Ben Casey – serie TV, episodi 5x24-5x25 (1966)
- Twelve O'Clock High – serie TV, 2 episodi (1966)
- A Man Called Shenandoah – serie TV, episodio 1x29 (1966)
- Wings of Fire – film TV (1967)
- The Revenue Men – serie TV, un episodio (1967)
- Coronet Blue – serie TV, un episodio (1967)
- Sherlock Holmes – serie TV, un episodio (1968)
- La tata e il professore (Nanny and the Professor) – serie TV, 54 episodi (1970-1971)
- Sfida sulla pista di fuoco (The Challengers) – film TV (1970)
- La valle dei pini – serie TV (All My Children) (1970)
- Due onesti fuorilegge (Alias Smith and Jones) – serie TV, un episodio (1971)
- Stage 2 – serie TV, un episodio (1971)
- The ABC Saturday Superstar Movie – serie TV, 2 episodi (1972-1973)
- Letters from Three Lovers – film TV (1973)
- The ABC Afternoon Playbreak – serie TV, un episodio (1973)
- QB VII – miniserie TV, un episodio (1974)
- Rex Harrison Presents Stories of Love – film TV (1974)
- Nata libera (Born Free) – serie TV, 2 episodi (1974)
- Harry O – serie TV, un episodio (1974)
- Demon, Demon – film TV (1975)
- Marcus Welby (Marcus Welby, M.D.) – serie TV, un episodio (1975)
- Lotta per la vita (Medical Story) – serie TV, un episodio (1975)
- Hawaii Squadra Cinque Zero (Hawaii Five-O) – serie TV, un episodio (1975)
- The Wide World of Mystery – serie TV, un episodio (1975)
- Matt Helm – serie TV, un episodio (1975)
- Ellery Queen - serie TV, episodio 1x21 (1976)
- Militari di carriera (Once an Eagle) (1976)
- Ragazzo di provincia (Gibbsville) – serie TV, un episodio (1977)
- Io e Barnaby (Barnaby and Me) – film TV (1977)
- Alexander: The Other Side of Dawn – film TV (1977)
- Wonder Woman – serie TV, un episodio (1977)
- Fantasilandia (Fantasy Island) – serie TV, 4 episodi (1978-1984)
- Love Boat (The Love Boat) – serie TV, 8 episodi (1978-1984)
- Switch – serie TV, un episodio (1978)
- Pepper Anderson agente speciale (Police Woman) – serie TV, un episodio (1978)
- The Cracker Factory – film TV (1979)
- Cuore e batticuore (Hart to Hart) – serie TV, un episodio (1980)
- Dynasty – serie TV, 2 episodi (1984)
- Hotel – serie TV, 2 episodi (1985-1987)
- La signora in giallo (Murder, She Wrote) – serie TV, episodio 4x03 (1987)
- Provaci ancora, Harry (The Law and Harry McGraw) – serie TV, un episodio (1988)
- Fino al prossimo incontro (Till We Meet Again)– miniserie TV, 2 episodi (1989)
- Monsters – serie TV, un episodio (1990)
- La notte dei generali (Night of the Fox) – film TV (1990)
- Colombo (Columbo) – serie TV, un episodio (1992)
- Bayside School (Saved by the Bell) – serie TV, un episodio (1992)
- A Stranger in the Mirror – film TV (1993)
- Air America – serie TV, un episodio (1998)
- Passions – serie TV, 990 episodi (1999-2008)
- Four Seasons – miniserie TV, 4 episodi (2008-2009)
- Cuore d'Africa (Wild at Heart) – serie TV, 8 episodi (2009)
- From Here! On OUT – serie TV, 6 episodi (2013-2014)
- Hot in Cleveland – serie TV, 4 episodi (2010-2015)

## Doppiatrici italiane
Nelle versioni in italiano delle opere in cui ha recitato, Juliet Mills è stata doppiata da:
- Serena Verdirosi in Rancho Bravo, Cuore d'Africa (ed. La7)
- Maria Pia Di Meo in Che cosa è successo tra mio padre e tua madre?, Chi sei?
- Elettra Bisetti in La tata e il professore
- Alina Moradei in Love Boat
- Mirella Pace in Ellery Queen
- Fabrizia Castagnoli in La signora in giallo
- Vanna Busoni in Un amore speciale
- Lorenza Biella in Grey's Anatomy